# Paul Bischoff
Paul Bischoff (* 23. Juni 1935 in Fellbach bei Stuttgart; † 11. Oktober 2019) war ein deutscher Komponist, Liedermacher und Chorleiter.

## Leben
Paul Bischoff wurde 1935 in Fellbach bei Stuttgart geboren und wuchs in einer musikalischen Familie auf. Er studierte Maschinenbau und fand eine Anstellung als Diplom-Ingenieur beim damaligen Süddeutschen Rundfunk. Nebenamtlich baute er an der Evangelischen Johanneskirche Sindelfingen eine große Kantorei mit Kinderchor, Jugendchor und großem Kantatenchor auf. Männerchorformationen ergänzten die Kantoreiarbeit. Sonntäglich improvisierte er auf der Orgel oder als Pianist in den evangelischen Gottesdiensten. Zwischen 1964 und 2006 brachte Paul Bischoff viele wesentlichen großen Oratorienwerke der Kirchenmusik vom Barockzeitalter bis zur Gegenwart zur Aufführung, unterstützt durch große Sinfonieorchester. Immer wieder führte Bischoff zusammen mit Theologen „Musikalische Gottesdienste“ und Kantatengottesdienste durch, wobei es zur wechselseitigen Durchdringung von Musik und Text eines kirchenmusikalischen Werkes kam. Am 11. Oktober 2019 ist Paul Bischoff verstorben.

## Werke
Für sogenannte „Kinogottesdienste“ in Stuttgart schuf Paul Bischoff 1963 zusammen mit Pfarrer Kurt Rommel eigens eine Jazzformation. Erstmals erklangen – außerhalb der Kirchenmauern – synkopisierte und rhythmisch komplexe neue Kirchenlieder, die etwas vom Neuen der Nachkriegsjahre in der Kirchenmusik widerspiegelten:
- Herr, gib mir Mut zum Brückenbauen fand 1996 Eingang ins Evangelische Gesangbuch von Württemberg (unter der Nummer 649).

Weitere Liederhefte folgten, z. B. 
- Gottesdienst für junge Menschen Sindelfingen (1968)
- Gemeinde und Band (1971)

## Tonaufnahmen
Von fast allen Jahreskonzerten wurden Tonaufnahmen aufgezeichnet und als CD vertrieben, z. B.
- Hohe Messe in h-moll von Johann Sebastian Bach
- Matthäuspassion von Johann Sebastian Bach
- Elias von Felix Mendelssohn Bartholdy

## Ehrungen
2008 erhielt Paul Bischoff das Bundesverdienstkreuz am Bande.